# نيتروزوكوكوس
نيتروزوكوكوس (الاسم العلمي: Nitrosococcus) هي جنس من البكتيريا سالبة الغرام.  وهي بكتيريا مؤكسدة للأمونيا والتي تعمل على أكسدة الأمونيا إلى نتريت. يمكن العثور على عليها في البيئات البحرية والبحيرات المالحة. 